# Chironomus plasenis
Chironomus plasenis är en tvåvingeart som först beskrevs av Gabriel Strobl 1900.  Chironomus plasenis ingår i släktet Chironomus och familjen fjädermyggor. Inga underarter finns listade i Catalogue of Life.